# Hvidovre IK
Der Hvidovre Ishockey Klub ist ein dänischer Eishockeyklub aus Hvidovre, der 1966 als Eishockeyabteilung des Hvidovre IK gegründet wurde und seit 2017 erneut in der Metal Ligaen spielt.

## Geschichte
Die Eishockeyabteilung des Hvidovre IK wurde 1966 gegründet und nahm zwischen 1993 und 1999 sowie zwischen 2001 und 2003 an der Eliteserien teil. Im Laufe der Saison 2002/03 wurde der Spielbetrieb der Profimannschaft aufgrund finanzieller Probleme eingestellt. In den folgenden vier Jahren nahm Hvidovre Ishockey an der zweitklassigen 1. Division teil.
2007 wurde mit totempo.com ein neuer Hauptsponsor gefunden und die Profiabteilung in Totempo HvIK umbenannt. Diese wurde 2007 in die AL-Bank Ligaen, die höchste dänische Profiliga aufgenommen, in der sie in der Saison 2007/08 nach einem siebten Platz in der regulären Saison im Playoff-Viertelfinale auf Herning Blue Fox traf. Dem späteren Meister unterlag Totempo trotz einer zwischenzeitlichen 3:1-Führung in der Best-of-Seven-Serie noch knapp mit 3:4 Siegen. Im Laufe der Saison 2008/09 musste sich die Mannschaft aufgrund des Konkurses von Hauptsponsor totempo.com und der dadurch entstandenen finanziellen Probleme aus dem laufenden Spielbetrieb zurückziehen, so dass alle Ergebnisse der Mannschaft aus der Zwischenrunde annulliert wurden.
Im Sommer 2009 wurde aus dem Stammverein heraus eine neue Profimannschaft gegründet, die ab der Spielzeit 2009/10 als Hvidovre Ligahockey in der höchsten dänischen Liga spielte. In den folgenden zwei Spielzeiten erreichte das Team jeweils das Playoff-Viertelfinale. Im Sommer 2011 wurde das Profiteam erneut umbenannt – in Copenhagen Hockey – um das Marketing zu erleichtern.
2013 ging die Betreibergesellschaft von Copenhagen Hockey in Konkurs und die Profimannschaft wurde vom Spielbetrieb zurückgezogen. Anschließend spielte der Klub unter seinem alten Namen Hvidovre Ishockey in der zweitklassigen 1. division, ehe er 2017 erneut in die höchste Spielklasse aufgenommen wurde. Die Profimannschaft trägt seither den Beinamen Fighters.

## Fraueneishockey
In den späten 2000er Jahren etablierte sich die Frauenmannschaft des Hvidovre IK unter den besten Mannschaften Dänemarks und gehörte in den Spielzeiten 2007/08 bis 2018/19 immer zu den besten drei Teams des Landes. Seit 2009 trafen in der Endrunde der Frauenmeisterschaft ausschließlich der Hvidovre IK und der Herlev IK aufeinander; sieben Mal gewannen die Frauen des Hvidovre IK die Meisterschaft (2012, 2013, 2015, 2016, 2017, 2018 und 2019).
Darüber hinaus nahm die Frauenmannschaft des Hvidovre IK ab 2015 auch an der zweitbesten schwedischen Frauenliga, der DamEttan, teil. Zur Saison 2017/18 wurde sie zudem in die European Women’s Hockey League aufgenommen. In der Saison 2019/20 wurde das EWHL-Team durch Spieler der anderen dänischen Vereine ergänzt, so dass es als Hvidovre Selects in der EWHL antritt.

## Erfolge
- Gewinn der Division 1: 2000

## Stadion
Die Heimspiele des Vereins werden im Hvidovre Isstadion in Hvidovre ausgetragen.

## Ehemalige Spieler
- Jürgen Penker
- Rob McVicar
- Sebastian Dahm